# Guanabara-Film
Guanabara-Film, também conhecida como Guanabara Filme, foi uma companhia cinematográfica brasileira. Fundada pelo cineasta Luiz de Barros em 1916, era localizada no Rio de Janeiro. A companhia foi uma das principais produtoras de filmes de ficção do inicio do cinema brasileiro, tendo produzido filmes como "Perdida", "Zero-Treze", "Ubirajara" e "Coração de Gaúcho", os dois últimos sendo adaptações de obras do escritor José de Alencar.
A última produção do estúdio foi "Hei de Vencer", filme dirigido por Barros e escrito por ele e Antônio Tibiriçá, lançado em 24 de novembro de 1924. O filme foi uma coprodução com a Pátria Filme, companhia cinematográfica de São Paulo. Ao todo, a Guanabara-Film produziu cerca de 20 filmes, longas e curtas-metragens, entre os anos de 1916 e 1927.

## História

### 1916: Carioca Film

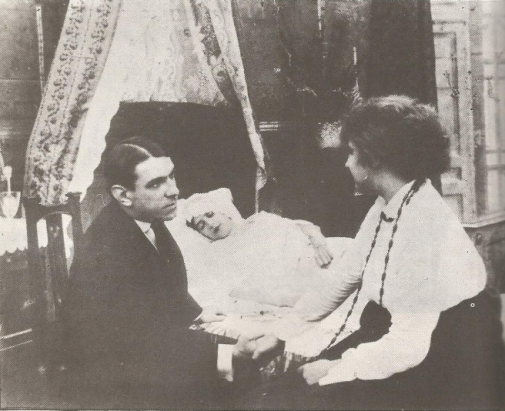
Cena de Perdida, primeira produção da Guanabara-Film.

Luiz de Barros, após retornar ao Brasil, estava determinado a começar uma carreira cinematográfica, depois de ter visto o ator Max Linder gravar um de seus filmes nas ruas de Paris. Logo se juntou ao estúdio Carioca Film, pertencente a Alberto Botelho, e começou a produzir seu primeiro filme, este se chamaria A Viuvinha, filme baseado na obra homônima de José de Alencar. No elenco estavam Linda Bianchi e Fausto Muniz, além de Barros e sua esposa, Gita. Após a conclusão da película, Barros convidou alguns amigos para a assistirem no quintal de sua casa, montou uma fogueira e, quando anunciou que iria dar inicio a exibição, atirou o filme no fogo, pois ficou insatisfeito com o resultado final.

### 1916-1918: Fundação e primeiros filmes
Mesmo após o fracasso, Barros não ficou desanimado ou se deu por vencido, não perdendo tempo e já iniciando a produção de mais um filme, este seria mais uma adaptação, porém dessa vez de uma peça teatral. Para a nova produção, Barros decidiu fundar seu próprio estúdio, sendo chamado de Guanabara-Film. Perdida foi o título da nova produção, esta protagonizado pelas grandes estrelas Yole Burlini, Leopoldo Fróes e Erico Braga. O filme foi lançado no Cine Pathé em 16 de outubro de 1916 e foi um sucesso de crítica.
Barros ficou tão entusiasmado com todo o sucesso de Perdida que no mesmo ano produziu mais um filme, Vivo ou Morto, estrelado pela cantora de cançonetas Tina D'arco.

### 1918-1922: Longas-metragens de sucesso

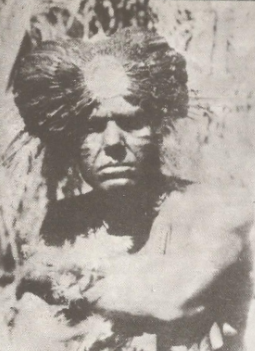
Manoel F. de Araújo em Ubirajara.

Após ficar um ano sem produzir nenhum filme, a Guanabara-Film volta em 1918 com dois filmes, Zero-Treze e A Derrocada, ambos protagonizados por Fernando do Val, também sucesso de crítica. No mesmo ano, Barros volta com seu antigo estúdio, Carioca Film, e dirige o filme Alma Sertaneja, que foi estrelado por Otília Amorim e conta com a primeira cena de nudez do cinema brasileiro. Em 1919 e 1920 Barros dirige duas adaptações de obras de José de Alencar, sendo elas Ubirajara e Coração de Gaúcho, os dois protagonizados por António Silva, ator português que estava de passagem no Brasil. Ubirajara contou com Adhemar Gonzaga no elenco, que mais tarde fundaria o estúdio Cinédia, estúdio em que Barros trabalharia nos anos seguintes.
Ainda em 1920, Barros dirige o primeiro curta-metragem de sua carreira, Aventuras de Gregório, protagonizado por Manoel F. de Araújo, e viaja para São Paulo, onde deixa de lado a Guanabara-Film novamente e dirige o longa A Joia Maldita para a Pátria Film. Apesar de ter sido gravado e lançado em São Paulo, A Joia Maldita recebeu um diploma de honra do Instituto Técnico e Industrial do Rio de Janeiro, sendo também o único filme que recebeu o diploma.

### 1922-1923: Documentários
Depois de outro hiato, em 1922 Barros decidiu focar apenas em produções de documentários. Assim produzindo os filmes O Exército Brasileiro, documentário que tinha o desfile do ano comemorativo do 1º Centenário da Independência do Brasil como o seu clímax, O Rio Grande do Sul, focalizando o Estado do Rio Grande do Sul, suas cidades principais e sua gente, Grandes Touradas do Centenário, filme que mostra as comemorações do Centenário da Independência do Brasil, e Sacadura Cabral e Gago Coutinho no Rio de Janeiro, mostrando os grandes aviadores Sacadura Cabral e Gago Coutinho chegando no Rio de Janeiro. Essa fase não durou muito, pois no fim do mesmo ano Barros começou a produção do longa-metragem O Cavaleiro Negro, filme estrelado pelos já conhecidos Álvaro Fonseca e Antônia Denegri, lançado em 15 de janeiro de 1923, no Cinema Central.

### 1923-1927: Últimos filmes e encerramento

Cartaz de Augusto Aníbal Quer Casar, um dos maiores sucessos da Guanabara-Film.

Apesar de já ter sucessos anteriores, foi em 1923 que a Guanabara-Film produziu dois de seus maiores sucessos, Augusto Aníbal Quer Casar e A Capital Federal. Augusto Aníbal Quer Casar tinha no título o nome do famoso humorista Augusto Aníbal para chamar atenção do público, além de várias outras figuras famosas que figuraram no curta, como Yara Jordão, eleita a rainha de Copacabana, Darwin, ator conhecido por se fantasiar de mulher, e as atrizes da Cia. Bataclan. Apesar de ser considerado "desrespeito a moralidade pública" por mostrar as atrizes da Bataclan em trajes de banho, foi um sucesso de critica e bilheteria, sendo considerado o maior sucesso da Guanabara-Film.
Lançado um mês depois, A Capital Federal foi outro grande sucesso. Estrelado pela atriz Odete Diniz e pelo já conhecido de Barros Manoel F. de Araújo, foi um sucesso de critica. Em 1924, Luiz de Barros fechou uma parceria e fez uma série curtas que eram gravados em um dia, e exibidos no dia seguinte, sendo o mais notável deles Vocação Irresistível, estreia da dupla humorística Genésio Arruda e Tom Bill nos cinemas, que mais tarde estrelariam o primeiro filme sonoro brasileiro, também dirigido por Barros. O último filme lançado da Guanabara-Film foi Hei de Vencer, filme esse que ficou famoso na mídia por mostrar perigosas manobras de aviões.
O fim da Guanabara-Film ocorreu em 1927, após o cancelamento do filme Venenos da Humanidade, o motivo é desconhecido. Após o fim do estúdio, Luiz de Barros dirigiu filmes apenas para outras companhias, até criar a Synchrocinex em 1929, que ficou em atividade por pouco tempo, fechando em 1931. Barros só voltaria a ter um estúdio próprio anos depois, quando criou a Produções Luiz de Barros. 

## Filmografia
Todos os filmes da Guanabara-Film atualmente são considerados perdidos, pois nenhuma cópia deles foram preservadas ao longo do tempo. Apesar disso, a grande maioria dos filmes tem materiais sobreviventes, como fragmentos, fotografias de cena e divulgação etc. 
- 1916: Perdida, longa-metragem, ficção
- 1916: Vivo ou Morto, longa-metragem, ficção
- 1918: Zero-Treze, longa-metragem, ficção
- 1918: A Derrocada, longa-metragem, ficção
- 1919: Ubirajara, longa-metragem, ficção
- 1920: Aventuras de Gregório, curta-metragem, ficção
- 1920: Coração de Gaúcho, longa-metragem, ficção
- 1922: O Exército Brasileiro, média-metragem, documentário
- 1922: Grandes Touradas do Centenário, longa-metragem, documentário
- 1922: O Rio Grande do Sul, média-metragem, documentário
- 1922: Sacadura Cabral e Gago Coutinho no Rio de Janeiro, curta-metragem, documentário
- 1923: O Cavaleiro Negro, longa-metragem, ficção
- 1923: Augusto Aníbal Quer Casar, curta-metragem, ficção
- 1923: A Capital Federal, longa-metragem, ficção
- 1924: O Adultério, curta-metragem, ficção
- 1924: Amor de Apache, curta-metragem, ficção
- 1924: Vocação Irresistível, curta-metragem, ficção
- 1924: A Revolução de 1924, curta-metragem, documentário
- 1924: Hei de Vencer, longa-metragem, ficção
- 1927: Venenos da Humanidade, longa-metragem, ficção (inacabado)

## Legado
- A Guanabara-Film é considerado um dos mais importantes estúdios de cinema do Brasil. Conhecida principalmente por ter apresentado Leopoldo Fróes e muitos outros artistas importantes para o cinema, assim como ter produzido o primeiro filme a abordar a questão da transexualidade.
- Produções como Perdida, Ubirajara, Augusto Aníbal Quer Casar e outros que desapareceram com o tempo são procurados até hoje por entusiastas de filmes perdidos, que buscam procurar e preservar qualquer tipo de mídia sobrevivente dessas produções.